# Liste von Persönlichkeiten aus Schleswig-Holstein
In dieser Liste von Persönlichkeiten aus Schleswig-Holstein sollen diejenigen Persönlichkeiten genannt werden, die in Schleswig-Holstein geboren, gestorben sind oder gewirkt haben und die in Geschichte, öffentlichem Leben, Politik, Wissenschaft, Wirtschaft, Kultur und Sport sich einen so genannten „Namen“ gemacht haben, so die Gesellschaft mitgeprägt haben oder mitprägen. Ausdrücklich sei auf die Objektivität und Neutralität hinsichtlich politischer, religiöser und weltanschaulicher Auffassungen verwiesen.
Doppelnennungen in den Einzelrubriken sind möglich, da verschiedene Kombinationen denkbar sind: Wissenschaftler und Unternehmer, Adliger und Politiker o. ä.

## Politik
- Thomas Andresen (1897–1972)
- Erich Arp (1909–1999)
- Dietrich Austermann (* 1941)
- Uwe Barschel (1944–1987)
- Hans-Peter Bartels (* 1961)
- Otto Bernhardt (1942–2021)
- Otto von Bismarck (1815–1898)
- Wolfgang Börnsen (1942–2024)
- Willy Brandt (1913–1992)
- Peter Harry Carstensen (* 1947)
- Björn Engholm (* 1939)
- Norbert Gansel (* 1940)
- Andreas Gayk (1893–1954)
- Christel Happach-Kasan (* 1950)
- Lars Harms (* 1964)
- Jürgen Koppelin (* 1945)
- Wolfgang Kubicki (* 1952)
- Hjort Lorenzen (1791–1845)
- Gerhard Lütkens (1893–1955)
- Klaus Matthiesen (1941–1998)
- Karl Otto Meyer (1928–2016)
- Ulrike Mehl (* 1956)
- Hermann Molkenbuhr (1851–1927)
- Kay Nehm (* 1941)
- Uwe Ronneburger (1920–2007)
- Monika Schwalm (1946–2008)
- Henning Schwarz (1928–1993)
- Heide Simonis (1943–2023)
- Cornelie Sonntag-Wolgast (* 1942)
- Anke Spoorendonk (* 1947)
- Grietje Staffelt (* 1975)
- Jochen Steffen (1922–1987)
- Gerhard Stoltenberg (1928–2001)
- Franz Thönnes (* 1954)
- Peter Kurt Würzbach (* 1937)

## Bildung und Wissenschaft
- Jürgen Friedrich Ahrens (1834–1914), Lehrer und Heimatdichter
- Karl Andresen (1813–1891), Germanist
- Detlef Breiholz (1864–1929), Lehrer und Imker
- Eduard Clausnitzer (1870–1920), Pädagoge und Theologe
- Christian Degn (1909–2004), Landeshistoriker
- Herbert Giersch (1921–2010), Ökonom
- Heinrich Harms (1861–1933), Geograph und Lehrer
- Manfred Jessen-Klingenberg (1933–2009), Landeshistoriker
- Willi Marxsen (1919–1993), evangelischer Theologe und Professor
- Ludwig Meyn (1820–1878), Agrarwissenschaftler, Bodenkundler, Geologe, Journalist, Mineraloge
- Theodor Mommsen (1817–1903), Historiker
- Friedrich Karl Adolf Neelsen (1854–1894), Pathologe
- Peter Petersen (1884–1952), Reformpädagoge und Professor
- Max Planck (1858–1947), Physiker
- Georg Reimer (1882–1959), Heimatforscher
- Amélie Roquette (1844–1918), Gründerin des Lübecker Lehrerinnenseminars
- Ferdinand Tönnies (1855–1936), Soziologe, Nationalökonom und Philosoph
- Carl Friedrich von Weizsäcker (1912–2007), Physiker, Philosoph und Friedensforscher
- Hermann Weyl (1885–1955), Mathematiker, Physiker und Philosoph